# Le dee della scogliera del pescecane
Le dee della scogliera del pescecane (She Gods of Shark Reef) è un film d'avventura statunitense del 1958 diretto da Roger Corman.

## Trama
Il giovane e temerario criminale Jim fugge con la barca del fratello Chris Johnston dopo aver ucciso due uomini. Naufragano poi, a causa di una terribile tempesta, su una splendida isola con un misterioso villaggio abitato da pescatrici di perle che sono solite sacrificare vergini dandole in pasto agli squali come atto di sottomissione al dio Tanga Roah. Anche se le donne dell'isola sono amichevoli con i due fratelli, la regina del villaggio, Pua, è cauta e ostile, e vuole che i due si allontanino dall'isola il più presto possibile.
Chris salva una delle vergini sacrificali, Mahia, e si innamora di lei, mentre Jim, che è ricercato, cerca di fuggire prima che la nave della marina inviati a recuperarli arrivi. Jim quindi aggiusta una delle barche rotte presenti sull'isola ma prima della partenza, preso dall'avidità, ruba un carico di preziose perle e ferisce un nativo dell'isola. Una volta salpati il fratello scopre cosa ha fatto e cerca di fermarlo innescando una feroce lotta su alcune rocce frastagliate. Jim cerca di scappare ma resta intrappolato nelle corde delle barche e va a fondo, dove uno squalo lo uccide.

## Produzione
Il film fu prodotto dalla American International Pictures e girato a Kaua'i, Hawaii nel 1956 con un budget stimato in 50.000 dollari. La location è la stessa del film Paradiso nudo (Naked Paradise).

## Colonna sonora
- Nearer My Love to You, scritta da Jack Lawrence and Frances Hall e cantata da Sylvia Syms.

## Distribuzione
La AIP attese un anno e mezzo prima di distribuirlo negli Stati Uniti nel 1958 in modalità double features (due film, al cinema o nei drive in, al prezzo di uno) insieme a Night of the Blood Beast.

### Date di uscita
Alcune delle uscite internazionali sono state:
- agosto 1958 negli Stati Uniti (She Gods of Shark Reef)
- in Belgio (Aventuriers des îles)
- in Spagna (La diosa tiburón)
- in Italia (Le dee della scogliera del pescecane)

## Promozione
Le tagline sono: "From towering wild adventure to the depths of hellish horror!" ("Da un'intensa avventura selvaggia alle profondità di un orrore infernale!") e "Beautiful maidens in a Lush Tropical Paradise ruled by a Hideous Stone God!" ("Belle fanciulle in un lussureggiante paradiso tropicale governato da un orrendo Dio di pietra!").